# Ponca (Nebraska)
Ponca es una ciudad ubicada en el condado de Dixon en el estado estadounidense de Nebraska. En el Censo de 2010 tenía una población de 961 habitantes y una densidad poblacional de 510,38 personas por km².

## Geografía
Ponca se encuentra ubicada en las coordenadas 42°33′53″N 96°42′34″O / 42.56472, -96.70944. Según la Oficina del Censo de los Estados Unidos, Ponca tiene una superficie total de 1.88 km², de la cual 1.88 km² corresponden a tierra firme y (0%) 0 km² es agua.

## Demografía
Según el censo de 2010, había 961 personas residiendo en Ponca. La densidad de población era de 510,38 hab./km². De los 961 habitantes, Ponca estaba compuesto por el 97.81% blancos, el 0.42% eran afroamericanos, el 0.21% eran amerindios, el 0% eran asiáticos, el 0% eran isleños del Pacífico, el 0.1% eran de otras razas y el 1.46% pertenecían a dos o más razas. Del total de la población el 1.77% eran hispanos o latinos de cualquier raza.